# Manilkara excelsa
Manilkara excelsa är en tvåhjärtbladig växtart som först beskrevs av Adolpho Ducke, och fick sitt nu gällande namn av Paul Carpenter Standley. Manilkara excelsa ingår i släktet Manilkara och familjen Sapotaceae. IUCN kategoriserar arten globalt som sårbar. Inga underarter finns listade i Catalogue of Life.